# デススロットル
デススロットル（Quarantine）は1996年7月12日にメディアクエストが発売した、3Dドライブシューティングゲームである。
主人公のドレイク・エッジウォーターは、荒廃した隔絶都市のなかでタクシードライバーを営なむ。道すがら妨害してくる住民を倒しつつ乗客を目的地まで運ぶことで日銭を稼ぎ、最終的には都市からの脱出を目指す。

## 他ハードでのタイトル
- カランティーン（PC／GameTek, 3DO／イマジニア）
- ハードロックキャブ（プレイステーション／アスミック）